# 空中キャンプ
『空中キャンプ』（くうちゅうキャンプ）は、フィッシュマンズのスタジオ・アルバムである。1996年2月1日、ポリドールから発売された。『LONG SEASON』、『宇宙 日本 世田谷』とあわせて「世田谷三部作」を成す。オリコンチャートで最高順位88位を記録している。

## 評価
2009年、雑誌『ミュージック・マガジン』創刊40周年記念特別企画のアルバム・ランキング・ベスト200において、第129位に本作が選ばれた。
川崎大助の2015年の著書『日本のロック名盤ベスト100』では、第8位に本作が選ばれた。川崎は「世界中で東京にしか生まれ得ない音楽をクリエイトすることに成功した、彼ら一世一代の充実作がこれだ」と述べている。

## 収録曲
| 全作詞・作曲: 佐藤伸治。 |                              |          |            |      |
| #                        | タイトル                     | 作詞     | 作曲・編曲 | 時間 |
| 1.                       | 「ずっと前」                 | 佐藤伸治 | 佐藤伸治   | 5:01 |
| 2.                       | 「BABY BLUE」                | 佐藤伸治 | 佐藤伸治   | 6:09 |
| 3.                       | 「SLOW DAYS」                | 佐藤伸治 | 佐藤伸治   | 4:41 |
| 4.                       | 「SUNNY BLUE」               | 佐藤伸治 | 佐藤伸治   | 5:55 |
| 5.                       | 「ナイトクルージング」       | 佐藤伸治 | 佐藤伸治   | 6:02 |
| 6.                       | 「幸せ者」                   | 佐藤伸治 | 佐藤伸治   | 4:37 |
| 7.                       | 「すばらしくて NICE CHOICE」 | 佐藤伸治 | 佐藤伸治   | 6:47 |
| 8.                       | 「新しい人」                 | 佐藤伸治 | 佐藤伸治   | 6:45 |
| 合計時間:                | 合計時間:                    | 45:08    |            |      |

## パーソネル
- 佐藤伸治 - ヴォーカル、ギター
- 柏原譲 - ベース・ギター、コーラス
- 茂木欣一 - ドラム、コーラス
- HONZI - キーボード、ヴァイオリン、コーラス
- 木暮晋也 - ギター、コーラス
- シュガー吉永 - ギター（「SLOW DAYS」）
- ウエダ・タダシ - ピアノ（「すばらしくて NICE CHOICE」）
- ZAK - プログラミング[6]

## チャート
| チャート（2016年）    | 最高順位 |
| --------------------- | -------- |
| 日本 オリコンチャート | 88       |

## 発売日の一覧
| 国   | 発売日         | レーベル         | 規格   | カタログ番号 |
| ---- | -------------- | ---------------- | ------ | ------------ |
| 日本 | 1996年2月1日   | Polydor          | CD     | POCH-1550    |
| 日本 | 1996年10月25日 | Polydor          | LP     | POJH1001     |
| 日本 | 2009年3月25日  | Milestone Crowds | SHM-CD | UMCC-9011    |
| 日本 | 2016年5月25日  | USM JAPAN        | LP     | UPJY-9031    |
| 日本 | 2016年9月7日   | USM JAPAN        | SHM-CD | UPCY-7174    |